# كارولين كراولي
كارولين كراولي (بالإنجليزية: Caroline Crawley)‏ هي مغنية بريطانية، ولدت في 8 أغسطس 1963 في بورنموث في المملكة المتحدة، وتوفيت في 4 أكتوبر 2016 بسبب مرض.

## وصلات خارجية
- كارولين كراولي على موقع ميوزك برينز (الإنجليزية)
- كارولين كراولي على موقع ديسكوغز (الإنجليزية)